# Adi Agashé
Aditya Agashe (sinh ngày 10 tháng 6 năm 1997), được biết đến với cái tên Adi Agashé, là một ca sĩ-nhạc sĩ và diễn viên người Ấn Độ từ Pune, Maharashtra. Ông đã từng làm quản lý tiếp thị truyền thông xã hội tại Brihans Natural Products Ltd. từ năm 2015. Ông là vĩ đại của nhà công nghiệp Chandrashekhar Agashe.

## Sách
- Karandikar, Shakuntala (1992). Vishwasta [Trusted] (in Marathi). Pune: Mandar Printers. (ISBN  978-1-5323-4501-2). LCCN 2017322865.
- Agashe, Trupti; Agashe, Gopal (2006). Wad, Mugdha, ed. Agashe Kulvrutant (in Marathi) (2 d ed.). Hyderabad: Surbhi Graphics. (ISBN  978-1-5323-4500-5).